# 対馬海上保安部
対馬海上保安部（つしまかいじょうほあんぶ、英語：Tsushima Coast Guard Office）は、長崎県対馬市にある海上保安庁第七管区海上保安本部管轄下に位置する海上保安部である

## 概要
対馬近海の警備を担当する。対馬水道は、朝鮮半島と日本、東シナ海と日本海を結ぶ交通の要衝であり、外国籍の漁船による、密漁も横行していることから、警備を強化している。また、国境の島といわれる、対馬本島には、海上自衛隊は、佐世保地方隊隷下の対馬防備隊を配置、陸上自衛隊は、第4師団 隷下の対馬警備隊を配置しており、主に朝鮮半島の警戒に従事している。

## 沿革
1948年（昭和23年）  5月 ：厳原海上保安部として発足し、比田勝、佐須奈、鹿見、竹敷（鶏知）に基地を設置。
1955年（昭和30年）10月：比田勝、竹敷分室を開設し、佐須奈、鹿見のそれぞれの基地を廃止。
1965年（昭和40年）  3月：比田勝分室が比田勝海上保安署に昇格。
1969年（昭和44年）  3月：竹敷分室を廃止。
2004年（平成16年）  4月：上対馬航路標識事務所を廃止し、同業務を引き継ぎ。同年の4月、対馬海上保安部と改称。

## 所属する巡視船艇
巡視船
- らいざん PS 06（対馬海上保安部）

- あさじ　 PS 19（対馬海上保安部）

巡視艇
- はやぐも PC 105（比田勝海上保安署）
- むらくも PC 106（対馬海上保安部）
- あきぐも PC 110（比田勝海上保安署）